# Christopher Hope

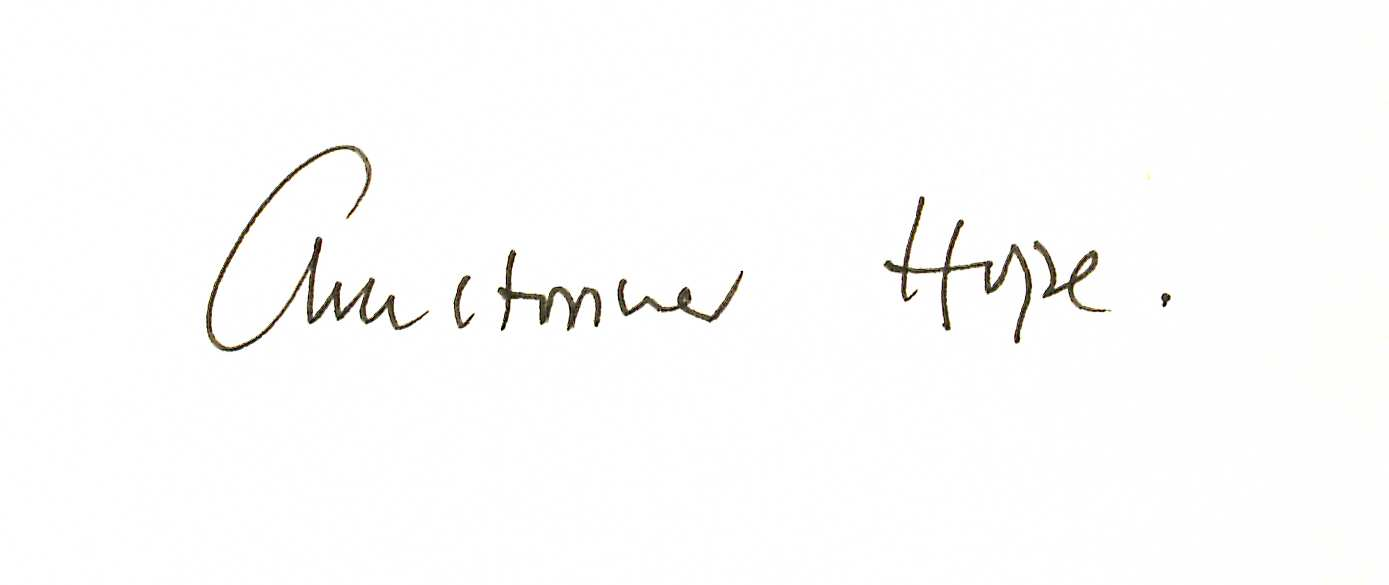
Signatur (2003)

Christopher Hope (* 26. Februar 1944 in Johannesburg, Südafrikanische Union) ist ein südafrikanischer Schriftsteller und Dichter, dessen Werke sich mit Rassismus und Politik in Südafrika beschäftigen.

## Leben
Christopher Hope wurde im südafrikanischen Johannesburg als Sohn von Dennis und Kathleen Tully geboren. Sein Vater fiel im Krieg und seine Mutter heiratete Dudley Mitford Hope, der das Kind adoptierte. Als Weißer stellte Christopher Hope die bevorzugte Behandlung der Weißen in Südafrika in Frage. Diese Haltung war wegweisend für seine bekanntesten Schriften. Hope besuchte die Universitäten von Witwatersrand und Natal. Er diente 1962 in der südafrikanischen Marine. Hope heiratete am 18. Februar 1967 Eleanor Marilyn Margaret Klein. Das Paar ließ sich 1994 scheiden. Der Intendant der Dubai Opera Jasper Hope und der Geiger Daniel Hope sind ihre Söhne.
Hope wurde vom Geheimdienst des Apartheidsregimes überwacht, verfolgt und zur Emigration gezwungen. Er ging mit der Familie ins Exil nach Paris, die Weiterreise nach England gelang erst, nachdem Hopes Frau einen irischen Abstammungsnachweis vorlegen konnte. Sein autobiographisches Stück White Boy Running ist eine Chronik dieses Lebensabschnitts.
Hopes Gedichte wurden erstmals 1971 veröffentlicht. Sein erster Roman erschien 1981 und wurde in Südafrika wegen seiner offenen Kritik an der Apartheid-Regierung verboten. Hopes zweiter Roman, Kruger’s Alp, galt als krasser Gegensatz zu seinem ersten Werk. Kruger’s Alp wurde von der New York Times Book Review als „ein Roman in Form eines Traumes“ beschrieben. Trotz der Entfernung vom Stil früherer Schriften Hopes bekam das Buch sehr viel Kritikerlob und gewann den Whitbread-Preis für den „Roman des Jahres“.

## Werke (Auswahl)
- Whitewashes, 1970
- Cape Drives, 1974
- A Separate Development, 1977
- In the Country of the Black Pig, 1981
- Kruger’s Alp, 1985
  - Krügers Alp : Roman. Übersetzung Karin Kersten. München : Piper, 1986
- The Hottentot Room, 1986
- Black Swan, 1987
- White Boy Running, 1988
- My Chocolate Redeemer, 1989
  - Bella : eine kannibalische Liebesgeschichte. Roman. Übersetzung Hartmut Zahn, Carina von Enzenberg. Stuttgart : Klett-Cotta, 1991
- Moscow! Moscow!, 1990
  - Moskau! Moskau! Übersetzung Joachim Kalka. Stuttgart : Klett-Cotta, 1991
- Serenity House, 1992
  - Die Wonnen der Vergänglichkeit : Roman. Übersetzung Hartmut Zahn, Carina von Enzenberg. Stuttgart : Klett-Cotta, 1994
- The Love Songs of Nathan J. Swirsky, 1993
- Darkest England, 1996
- Me, the Moon and Elvis Presley, 1997
- Signs of the Heart: Love and Death in Languedoc, 1999
- Heaven Forbid, 2001
- Brothers Under the Skin: Travels in Tyranny, 2003
- My Mother’s Lovers, 2007
- Shooting Angels 2011